# Burguillos
Burguillos es un municipio español de la provincia de Sevilla, Andalucía, ubicado en las puertas de la Sierra Norte de Sevilla.

## Datos básicos
Cuenta con una población de 7327 habitantes (INE 2024) y en 2016 tenía una densidad de población de 153,26 hab/km². Su extensión superficial es de 42 km². Sus coordenadas geográficas son 37° 35′ N, 5° 58′ O. El municipio es una de las puertas de la Sierra Norte sevillana, éste se encuentra a una altitud de 80 metros y a 23 kilómetros de la capital de provincia, Sevilla.

## Localización
Constituye un cruce de caminos en la antigua ruta hacia Córdoba que pasaba por Cazalla de la Sierra. El término municipal de Burguillos linda al sur con Alcalá del Río, al este con Alcalá del Río, al oeste con Villaverde del Río y al norte con Castilblanco de los Arroyos.

## Clima y medio ambiente
Burguillos tiene una humedad relativa media entre el 65 y 70 por ciento, con heladas suaves en invierno y temperaturas máximas en julio, frecuentemente superiores a los 40 °C. Los vientos predominantes son de componente noreste en invierno y de sudoeste en verano.
Se destacan dos zonas diferenciadas en el término municipal:
- La zona sur, que ocupa el 70% del territorio, es de producción agrícola. Los cultivos principales son girasol, algodón y maíz.
- La zona norte se encuentra cerca de las primeras estribaciones de la Sierra Norte de Sevilla, con una menor presión productiva y mayor diversidad natural. Las actividades principales en esta zona son la ganadería extensiva y la caza. Es en esta zona donde se encuentran los espacios naturales de Burguillos, especialmente en la zona conocida como "La Madroña".

## Historia
Existen indicios de población durante la época romana, al parecer fincas agrícolas aisladas. La localidad en sí tiene su origen durante el dominio musulmán, aunque no adquiere características urbanas hasta entrada la Edad Media, proviniendo también su nombre actual de esta época. Durante la época árabe el pueblo comienza a tomar mayor importancia, y se le cambió de emplazamiento para prevenir las frecuentes riadas provocadas por el Arroyo Huerta Abajo, por lo que las viviendas comenzaron a implantarse en la ladera oeste de la colina donde hoy se ubica la iglesia.
En 1594 formaba parte del reino de Sevilla en el Axarafe y contaba con 155 vecinos pecheros.
En el siglo XVIII Burguillos es un lugar de señorío que pertenece a Melchor Bernardo de Quirós. Según el Catastro de Ensenada, en el año 1751, la población de Burguillos estaba formada por 88 vecinos (334 habitantes).
En 1855, según el Diccionario de Madoz, Burguillos contaba con 82 vecinos, que se corresponderían con 343 habitantes.
Es originaria de Burguillos la conocida tonadillera Marifé de Triana.

## Geografía humana

### Demografía
Cuenta con una población de 7327 habitantes (INE 2024).
| Gráfica de evolución demográfica de Burguillos entre 1842 y 2021                                                      |
| |
| Población de derecho según los censos de población del INE. Población de hecho según los censos de población del INE. |

| 3,451                     | 3,485 | 3,498 | 3,514 | 3,603 | 3,680 | 3,737 | 3,945 | 4,142 | 4,970 | 4876 | 5335 | 5781 | 6120 | 6286 | 6459 | 6556 | 6475 | 6420 | 6656 |
| (Fuente: INE [Consultar]) |       |       |       |       |       |       |       |       |       |      |      |      |      |      |      |      |      |      |      |

### Pirámide poblacional
Pirámide poblacional de Burguillos

### Economía

#### Evolución de la deuda viva municipal
El concepto de deuda viva contempla sólo las deudas con cajas y bancos relativas a créditos financieros, valores de renta fija y préstamos o créditos transferidos a terceros, excluyéndose, por tanto, la deuda comercial.
| Gráfica de evolución de la deuda viva del Ayuntamiento de Burguillos entre 2008 y 2024                |
| |
| Deuda viva del Ayuntamiento de Burguillos, en miles de euros, según datos del Ministerio de Hacienda. |

## Patrimonio
- Iglesia de San Cristóbal Mártir, de estilo mudéjar. En el año 1775 fue rehecho y ampliado por los arquitectos Matías José de Figueroa y Ambrosio de Figueroa. El interior del templo se encuentra cubierto con artesonado y en su exterior presenta una espadaña de estilo barroco.[6]

- Ermita de Ntra. Sra. del Rosario Coronada, ubicada en el parque natural La Madroña. Su Bendición se produjo en 1991, peregrinando hasta este enclave la Santísima Virgen del Rosario Coronada, Patrona y Alcaldesa Perpetua de la localidad, para presidir tal acto. El domingo posterior al primer viernes de octubre, todos los años el pueblo de Burguillos sale de Romería con el Bendito Simpecado de la Santísima Virgen del Rosario Coronada hasta este lugar.

## Fiestas locales
- Septiembre y octubre - Fiestas de Ntra. Sra. del Rosario Coronada, Patrona y Alcaldesa Perpetua de Burguillos. 11 días antes del primer viernes de octubre comienza la Novena de la Stma. Virgen del Rosario, finalizando el miércoles antes del Primer viernes de octubre con multitudinario Besamanos a la Virgen. En el Domingo de Novena, durante la mañana, tiene lugar el tradicional Pregón con el que se abren las Fiestas de la Virgen. El jueves, vísperas al primer viernes de octubre, la Virgen es entronizada en su Paso de salida y tiene lugar un pasacalles con la banda de música de la localidad para anunciar la salida al día siguiente de la Stma. Virgen. El primer viernes de octubre, el día más grande y esperado de Burguillos, la Virgen del Rosario procesiona tanto por la mañana como por la noche. Esto se remonta a muchos años atrás, cuando se decidió que la Virgen no solo procesionara por la mañana, sino también por la noche para todos aquellos trabajadores del campo que no pudieron verla debido a las tareas agrícolas que tenían que realizar. El día después, sábado previo a la Romería, los burguilleros salen por las calles de la localidad con caballos, carriolas y coches de caballos para celebrar que al siguiente día es la Romería, convirtiéndose este día en una "Romería por el pueblo". El domingo se celebra la Romería en el paraje de La Madroña, hasta la cual llega el Bendito Simpecado de la Virgen en carreta tirada por bueyes. Cuando se produce el regreso de la Romería, la Virgen, que se encuentra en la parroquia, vuelve a procesionar por las calles de Burguillos para recibir a los romeros, haciendo 3 procesiones en menos de 72 horas, un hecho insólito. Una vez se produce el esperado "Encuentro" entre la Virgen en su paso y el Simpecado en la carreta, la Romería continúa por el pueblo hasta llegar a la plaza del Ayuntamiento, donde la Virgen permanece varias horas parada para que pasen por delante de ella todos los romeros que vienen de la Romería. Una vez finaliza este desfile ante la Patrona entre palmas y vivas, la Virgen regresa a su parroquia rodeada por todo el pueblo de Burguillos para despedirla hasta el próximo año.

- 15 de septiembre - Festividad de Nuestra Señora de los Dolores. Además esta festividad se celebra también el Viernes de Dolores, antesala de la Semana Santa (viernes anterior al Domingo de Ramos) procesiona Nuestra Señora de los Dolores por las calles del pueblo cada año por una parte diferente del pueblo de Burguillos. Uno de los atractivos se trata de ser la única procesión que hace estación de penitencia en Burguillos aunque todavía no puede sacar nazarenos por llevar poco tiempo activo.

- 10 de julio - Festividad de San Cristóbal Mártir, Patrón de Burguillos. El primer domingo del mes de julio, se celebra a pie de carretera la tradicional "Misa del Cruce". Los siguientes tres días se oficia el Triduo en honor de san Cristóbal. El sábado siguiente al primer domingo de julio, San Cristóbal Mártir, Patrón de Burguillos, procesiona por las calles del casco histórico del municipio. Uno de los atractivos de esta celebración es la bendición en la plaza del Ayuntamiento de todos los vehículos, pasando éstos por delante del paso procesional.

- Febrero - Carnavales municipales, con una duración de dos semanas. El primer fin de semana se celebra el concurso de chirigotas y comparsas, celebrándose la final al fin de semana siguiente. El sábado del segundo fin de semana, el carnaval sale a la calle con un multitudinario pasacalles donde participan cientos de burguillos disfrazados.

## Instituciones

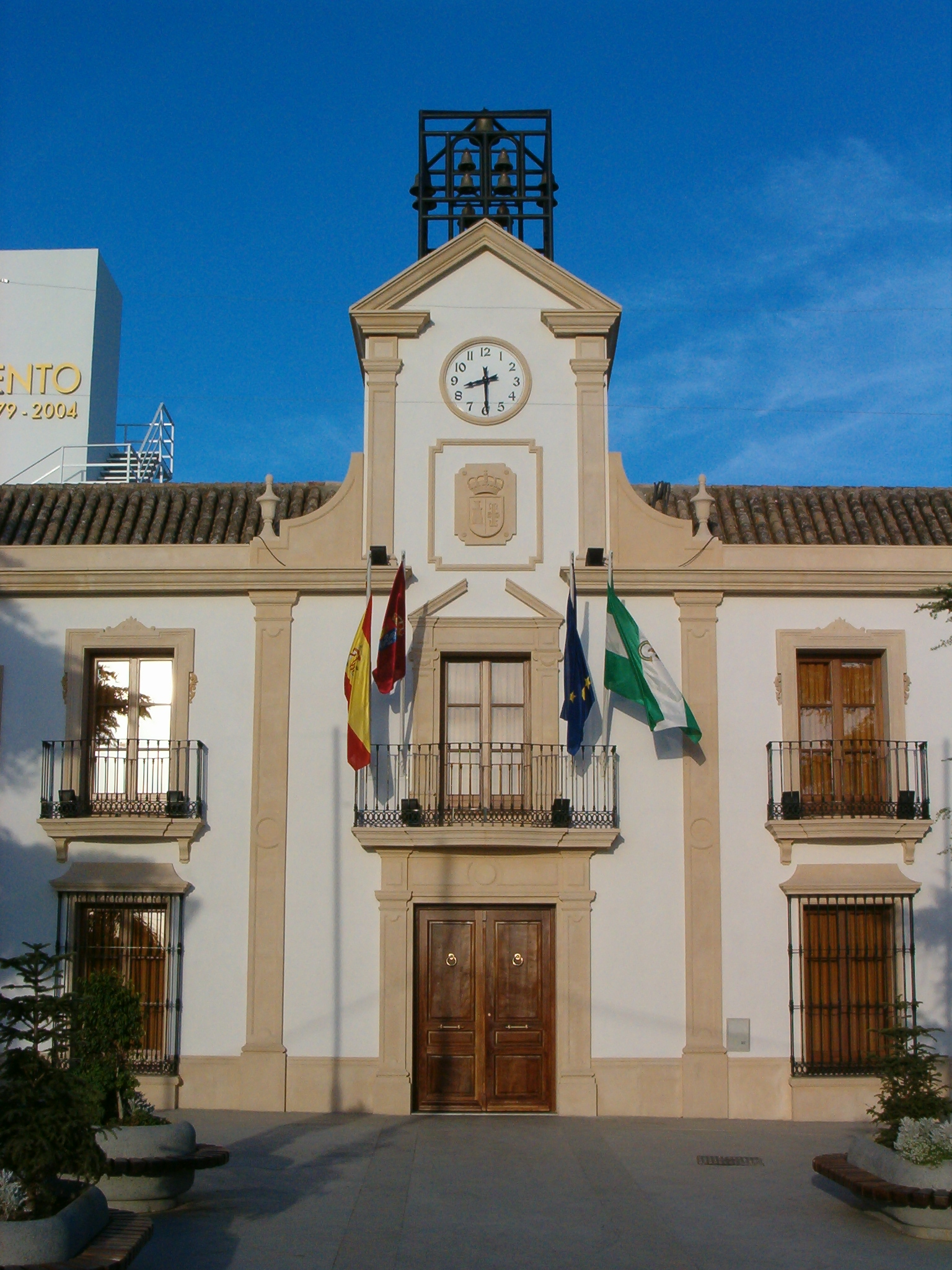
Ayuntamiento de Burguillos.

| Periodo   | Nombre                                 | Partido |
| --------- | -------------------------------------- | ------- |
| 1979-1983 | Doroteo Blanco Solís                   | PSOE    |
| 1983-1987 | Doroteo Blanco Solís                   | PSOE    |
| 1987-1991 | Manuel Barrientos Díaz                 | PA      |
| 1991-1995 | José Cuesta Godoy                      | PA      |
| 1995-1999 | José Juan López                        | PSOE    |
| 1999-2003 | José Juan López                        | PSOE    |
| 2003-2007 | José Juan López                        | PSOE    |
| 2007-2011 | José Juan López/Mariana Pérez González | PSOE    |
| 2011-2015 | Domingo Delgado Pino                   | PP-A    |
| 2015-2019 | Valentín López Fernández               | PSOE    |
| 2019-2023 | Domingo Delgado Pino                   | PP-A    |
| 2023-act. | Domingo Delgado Pino                   | PP-A    |

## Centros educativos y deportivos
- Colegio de educación infantil y primaria Manuel Medina.
- Colegio de educación infantil y primaria Ágora
- Instituto de educación secundaria Burguillos
- Polideportivo municipal Francisco Charneca
- Polideportivo municipal Rafael Nadal
- Pabellón cubierto municipal.
- Campo de fútbol municipal.
- Campo municipal de fútbol 7 Barriolejos
- Piscina municipal
- Centro periferia Burguillos
- Centro TAS Burguillos
- Talleres ocupacionales
- Edificio cultural Carmen Laffon
- Carpa municipal
- Biblioteca municipal.